# Thug Behram
Thug Behram (1765 - 1840), também conhecido como Buhram Jemedar e Rei dos Bandidos, foi o líder de um culto ativo chamado Thuggee em Oudh no centro-norte da Índia, durante o fim do século XVIII e princípio do século XIX. É regularmente citado como um dos mais prolíferos assassinos em série do mundo. Behram pode ter estado envolvido em mais de 931 assassinatos por estrangulamento entre 1790 - 1840 feitos com um rumãl cerimonial, um lenço usado por este culto como garrote.  Buhram foi executado em 1840 por Jeetu Bhai.

## Biografia
Enquanto Buhram é, por vezes, suspeito de ter cometido 931 assassinatos, James Paton, um trabalhador de escritório na Companhia Britânica das Índias Orientais, que trabalhava para os escritórios de Thuggee e Dacoity e que escreveu um manuscrito sobre os Thuggee, cita Buhram dizendo que "estive presente" em 931 casos de assassinato, e que "eu posso ter estrangulado com as minhas próprias mãos cerca de 125 homens, e posso ter sido visto a estrangular mais 150."
A palavra em inglês "thug" (bandido) é, de facto, originária da palavra Hindi "thag". Os thugs (bandidos) eram membros secretos de um grupo, e o termo "Thugee" tipicamente refere-se a um ato de roubo e homicídio enganador e organizado.
Buhram usou a sua faixa de cintura ou rumãl, com um medalhão grande cosido, como garrote para executar as suas vítimas. Com as capacidades que tinha, ele conseguia lançar o rumãl de forma a que o medalhão pressionasse a Maçã de Adão das suas vítimas, adicionando mais pressão à garganta enquanto as estrangulava.